# باري ميرفي (سباح)
باري ميرفي (بالإنجليزية: Barry Murphy) (و. 1985  م) هو سباح أيرلندي، ولد في دبلن، شارك في الألعاب الأولمبية الصيفية 2012.

## التعليم
تعلم في جامعة تينيسي
.

## روابط خارجية
- باري ميرفي على موقع الاتحاد الدولي للسباحة (الإنجليزية)
- باري ميرفي على موقع SwimRankings.net (الإنجليزية)
- باري ميرفي على موقع أوليمبيديا (الإنجليزية)